# Make Up Bag
"Make Up Bag" é o single do artista de R&B The-Dream de seu terceiro álbum de estúdio, Love King. A canção liberou oficialmente como single em 8 de Junho de 2010 no iTunes. Apresenta o rapper T.I..

## Vídeo Musical
O vídeo dirigido por Little X estreou na 106 & Park da BET em 3 de Junho de 2010. O actor Jason Weaver aparece no vídeo, assim como a modelo Selita Ebanks, que dubla uma gravação da música "Why Don't You Do Right?".

## Desempenho nas paradas
| Parada (2010)                        | Posição |
| ------------------------------------ | ------- |
| U.S. Billboard Hot R&B/Hip-Hop Songs | 33      |